# Ralph Miller
Ralph H. Miller, (Chanute, Kansas, 9 de marzo de 1919 - Black Butte Ranch, Oregón, 15 de mayo de 2001) fue un entrenador de baloncesto estadounidense que ejerció en la NCAA durante 38 años.

## Trayectoria
- Universidad de Wichita (1951-1964)
- Universidad de Iowa (1964-1970)
- Universidad de Oregon State (1970-1989)